# Голо (Іг)
Голо (словен. Golo) — поселення в общині Іг, Осреднєсловенський регіон, Словенія. Висота над рівнем моря: 680,6 м.